# Kurt Dörry
Kurt Wilhelm Dörry pseudonim Arthur Payne (ur. 24 września 1874 w Wilhelmshaven, zm. 4 stycznia 1947 w Berlinie) – niemiecki lekkoatleta, uczestnik Igrzysk Olimpijskich w Atenach (1896) i Paryżu (1900).

## Kariera sportowa
Kurt był jednym z najlepszych europejskich lekkoatletów w latach 90. XIX w. Karierę rozpoczął w 1892 roku jako junior pod pseudonimem Arthur Payne. Był mistrzem Niemiec w biegach na 200 i 400 metrów z roku 1899. Brał udział w różnych konkurencjach podczas dwóch pierwszych Igrzysk Olimpijskich – biegi na 100 i 400 metrów oraz 110 metrów przez płotki, za każdym razem jednak odpadając w pierwszej rundzie. W późniejszych czasach startował także w łyżwiarstwie figurowym, kolarstwie, tenisie ziemnym. Był także reprezentantem kraju w hokeju oraz sędzią bokserskim.
W 1909 został jednym z założycieli Deutscher Hockey Bund, a także jej pierwszym prezydentem do roku 1914.

### Rekordy życiowe
- 50 metrów – 5,6 s (1900)
- 100 jardów – 10,2 s (1896)
- 200 metrów – 22,5 s (1895)
- 400 metrów – 53,5 s

## Kariera pisarska
W latach 90. XIX w. pisał w dziale sportowym Sport im Bild, a także był redaktorem naczelnym tego działu do wybuchu II wojny światowej. W roku 1904 opublikował książkę Leichte Athletik, pierwszą z serii książek o tematyce lekkoatletycznej. W 1910 został prezydentem Verein Deutsche Sportpresse. W 1927 roku wydał książkę zatytułowaną Das Olympia-Buch napisaną wraz z innym niemieckim sportowcem Wilhelmem Dörry. W 1928 roku został wybrany do komitetu wykonawczego Association Internationale de la Presse Sportive.